# Gerhard Reumont

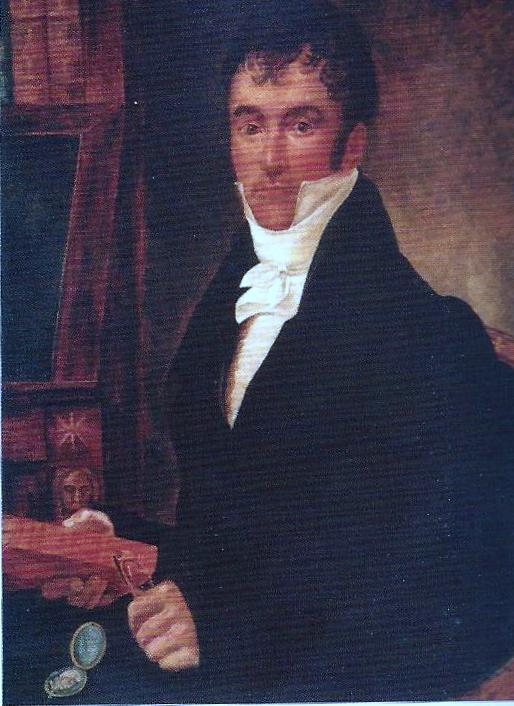
Porträt Gerhard Reumont, unbekannter Maler

Gerhard Reumont, gelegentlich Gérard Reumont, (* 19. April 1765 in Aachen; † 27. August 1828 ebenda) war ein deutscher Mediziner und Badearzt.

## Leben und Schaffen
Gerhard Reumont wurde als zweiter Sohn von Lambert Reumont geboren. Die im 18. Jahrhundert nach Aachen eingewanderte Familie stammte ursprünglich aus dem Hesbaye in Belgien. Sein Onkel, Richard Reumont, war langjähriger Pächter der Spielbank in der Komphausbadstraße.
Vor dem Studium arbeitete Gerhard Reumont als Lehrling in einer Apotheke in Recklinghausen und Köln. Ab 1787 studierte zunächst an der Universität Bonn Medizin. Mit Hilfe eines Empfehlungsschreibens von Eulogius Schneider an Maximilien de Robespierre und seinem Bonner Professor Joseph Claudius Rougemont konnte Reumont ab 1791 an der Pariser Sorbonne studieren, wo er auch als Assistenzarzt seinen Dienst versah und schließlich bei Ausbruch des Krieges 1792 an die Universität Edinburgh wechselte, wo er Schüler von William Cullen war. Bereits vor dem Abschluss seines Studiums erfolgte seine Wahl in die Medizinische und Naturwissenschaftliche Gesellschaft von Edinburgh. Hier konnte Reumont im Jahre 1793 dieses Studium erfolgreich mit seiner Dissertation, De ascite abdominali, beenden. Am 31. Dezember 1793 kehrte er nach Aachen zurück, um sich als approbierter Arzt in seiner Heimatstadt niederzulassen.
Die nächsten Jahre war Reumont dort als Ordinator am Marianischen Bürgerhospital tätig; später wechselte er in gleicher Stellung an das Elisabethspital.
Seit 1795 war Reumont Mitglied der Londoner Medizinischen Gesellschaft.
Im Frühjahr 1800 unternahm er eine Studienreise nach London zu Edward Jenner um unter dessen Anleitung die von ihm 1796 entwickelte Pockenschutzimpfung (Vaccination) zu erlernen. Auf seiner Rückreise führte er in Dover und mehreren nordfranzösischen Städten Schutzimpfungen durch. Anlässlich seines Aufenthaltes in Paris wurde er eingeladen, am Institut National de Paris Vorträge über die neue Art der Vorsorge zu halten. Neben mehreren hochrangigen Offizieren war u. a. auch Napoléon Bonaparte anwesend, der sich über den militärischen Nutzen von Impfungen erkundigte.
Am 17. April 1801 führte Reumont auch in Aachen und Umgebung die Pockenschutzimpfung ein. Für seine Verdienste um die Bekämpfung der Pocken erhielt Reumont von Napoléon Bonaparte eine besondere Medaille. Um 1812 wurden im Département de la Roer mehr als 10.000 Kinder jährlich geimpft. Vorbehalte gegen die Impfungen bestanden fast ausnahmslos bei römisch-katholischen Bewohnern, so dass trotz der kostenlosen Impfkampagnen immer wieder Epidemien auftraten. Reumont konnte zahlreiche Aachener Ärzte, wie Johann Wilhelm Bardenheuer, Georg von Sartorius d. J., Kaspar Ludwig Dorschel, Mathias Solders, Johann Peter Schmitz u. a. vom Nutzen der Impfung überzeugen, so dass zahlreiche Ärzte ihn bei den Impfungen unterstützten. 1805 wurde er zum Epidemiearzt des Arrondissement Aachens berufen.
Während des Kuraufenthaltes von Kaiserin Joséphine 1804 in Aachen war Reumont ihr Kurarzt und medizinischer Berater. 1805 wurde er auf Betreiben Napoleons zum Médecin inspecteur des eaux thermales d'Aix-la-Chapelle (Badeinspector von Aachen) ernannt und als solcher wurde er auch Mitglied der Jury médical des Département de la Roer.
Nach Beendigung der Befreiungskriege wurde Reumont auch von der preußischen Regierung geehrt: 1816 verlieh König Friedrich Wilhelm III. ihm den Titel Medizinalrat.

## Familie
Gerhard Reumont, Sohn des Lambert Reumont (1739–1811) aus Spa, Inhaber einer Kesselgießerei sowie Ratsherr in Aachen, und der Ottilie Hamacher (1737–1790), war seit 1807 verheiratet mit Lambertine Kraussen (1786–1850). Mit ihr hatte er zwei gemeinsame Söhne, den Historiker und Diplomaten Alfred von Reumont (1808–1887) sowie den preußischen Sanitätsrat Alexander Reumont (1817–1887). Von letzterem stammte Gerhards Enkel und Landrat im Kreis Erkelenz Alfred von Reumont und dessen Sohn und Oberst im Oberkommando der Wehrmacht Alfred von Reumont ab.

## Schriften (Auswahl)
- De ascite abdominali, 1793
- Analyse des eaux sulfureuses d’Aix-la-Chapelle. Aachen 1810 (zusammen mit Johann Peter Joseph Monheim).
- Die warmen Mineralquellen von Aachen und Burtscheid, 1817
- Aachen und seine Heilquellen. Ein Taschenbuch für Badegäste. Aachen 1828.